# فرودگاه سورمرسک-۲
فرودگاه سورمرسک-۲ (به انگلیسی: Severomorsk-2) یک فرودگاه نظامی است که یک باند فرود آسفالت دارد و طول باند آن 1900 متر است. این فرودگاه در شهر سورومورسک کشور روسیه قرار دارد و در ارتفاع 77 متری از سطح دریا واقع شده است.